# Half-Life: Opposing Force
Half-Life: Opposing Force er en udvidelsespakke til computerspillet Half-Life, som er udviklet af Gearbox Software og udgivet af Valve Software den 31. oktober 1999.
I spillet skifter synsvinklen over til soldaten Adrian Shephard der er en del af det hold der bliver sendt til Black Mesa Research Facility for at rydde op efter det fejlslagne eksperiment der fandt sted i starten af Half-Life. Adrian bliver efterladt, da hans enhed trækker sig ud af Black Mesa, og han er nu nødt til at holde sig i live, imens han søger efter en udvej.